# من (طعام)

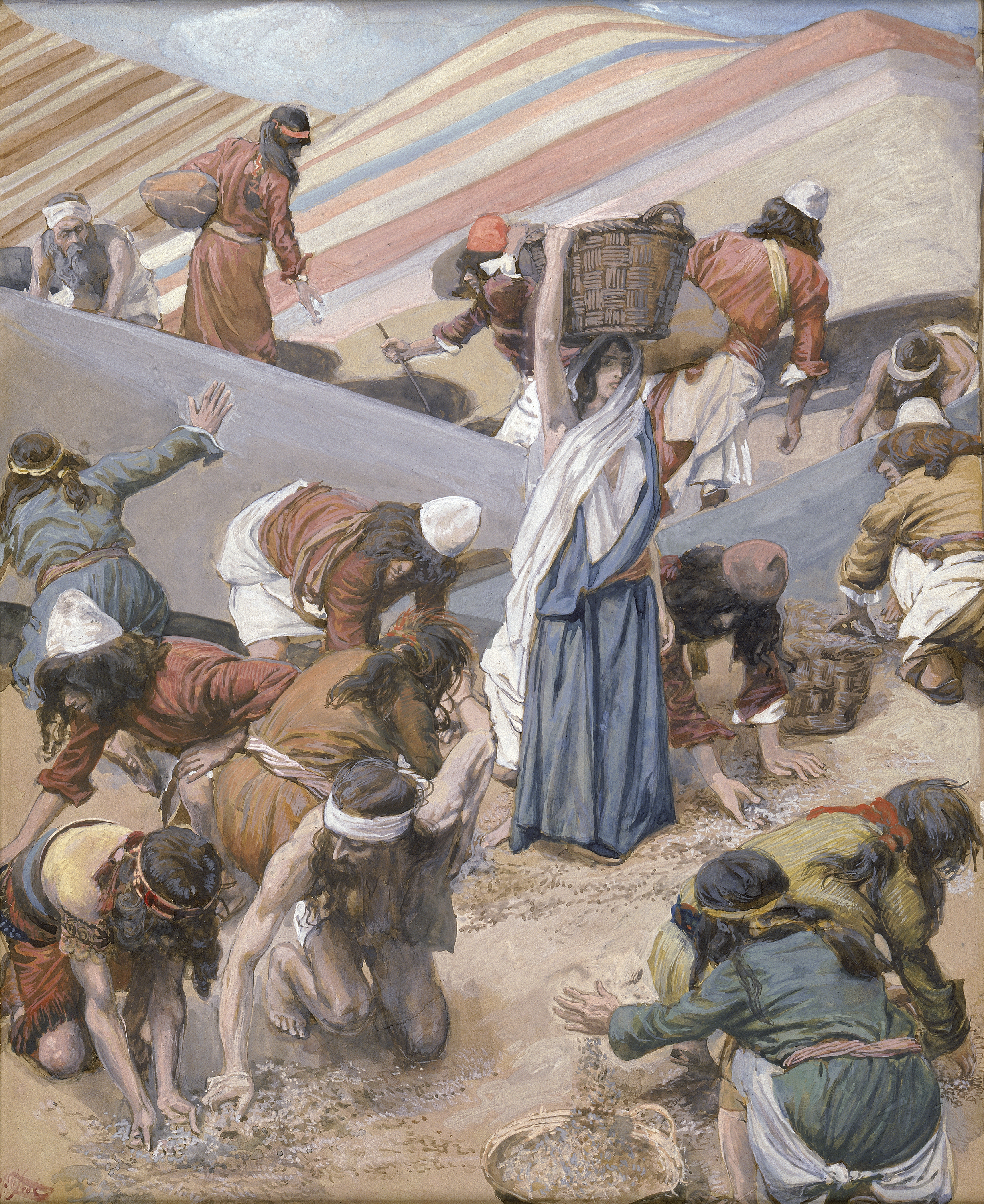
جمع المن للرسام جيمس تيسو.

اَلْمَنُّ (بالإنجليزية: Manna أو Mana) هو مادة حلوة المذاق رزق الله بها بني إسرائيل، والمن مادة تلتصق على ورق الأشجار وبعض الحشائش في مناطق جبال إيران تجمع وتُصْنَع حلوى طيبة منها تشتهر في إيران، من السما حلويات تتوفر في العراق حيث تجمع مادة المن.
ورد ذكر المن في القرآن الكريم ثلاث مرات في الآية 57 من سورة البقرة والآية 160 من سورة الأعراف والآية 80 من سورة طه.

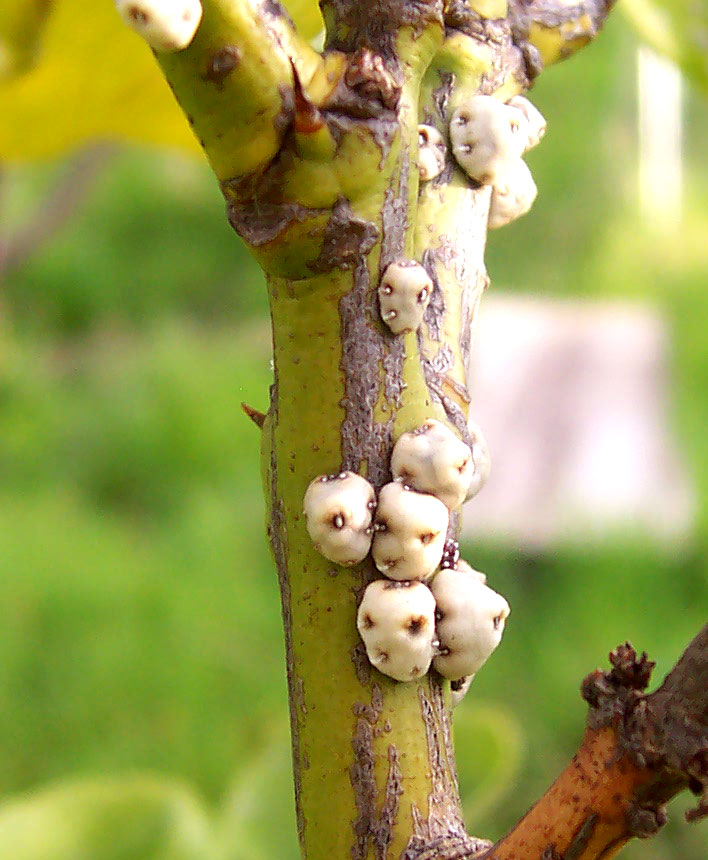
نملة تأكل صمغ شجرة الأَثْل الذي يُستعمل في صنع نوع من حلوى المن.